# Muzeum Józefa Piłsudskiego w Sulejówku

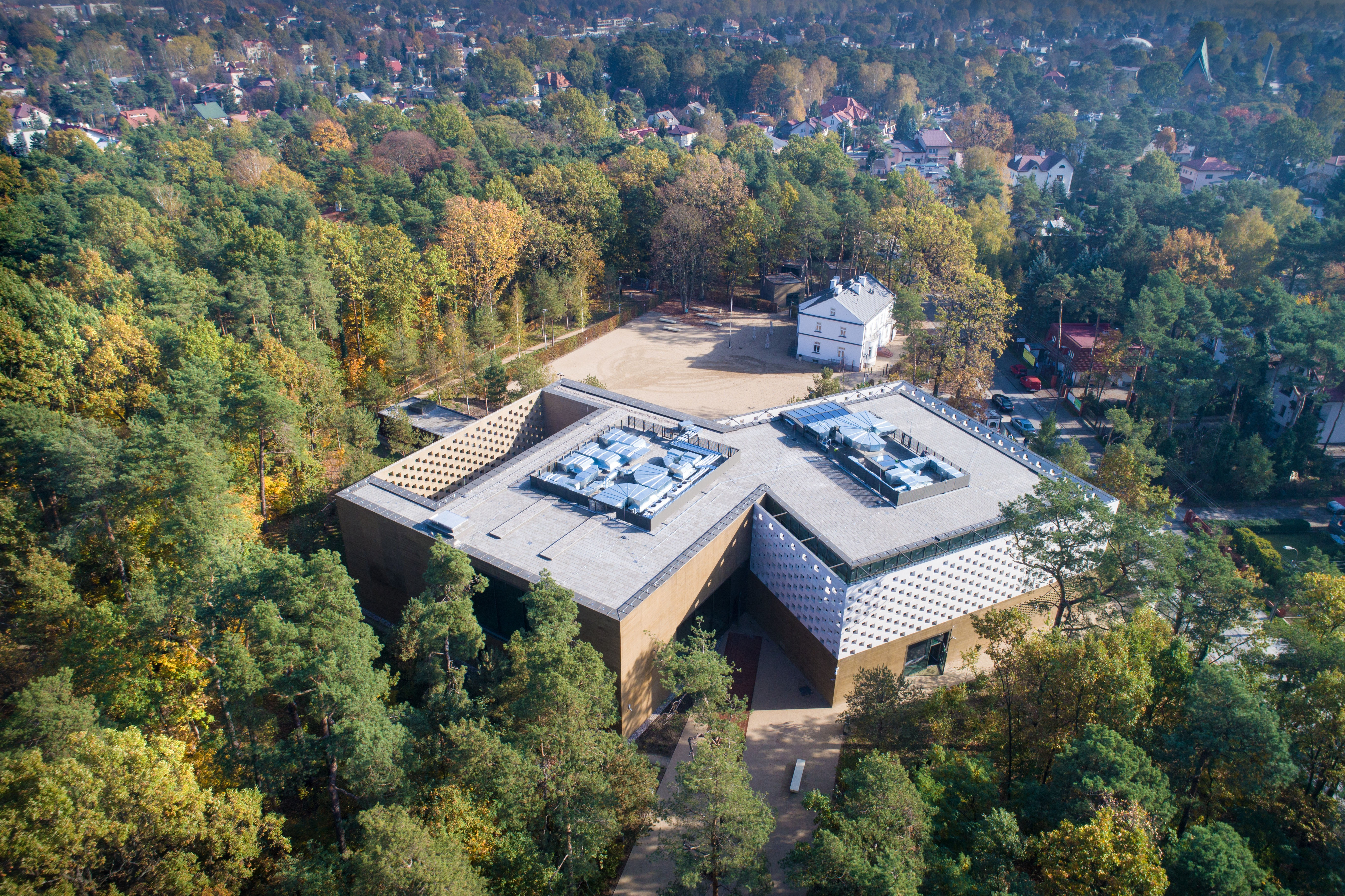
Nowy budynek muzeum

Muzeum Józefa Piłsudskiego w Sulejówku – muzeum biograficzne w Sulejówku, współprowadzone przez Fundację Rodziny Józefa Piłsudskiego i Ministerstwo Kultury i Dziedzictwa Narodowego. Siedziba Muzeum znajduje się w nowym budynku głównym przy Alei Józefa Piłsudskiego 29.

## Historia
W okresie PRL powołano tajny komitet zmierzający do organizacji Muzeum Józefa Piłsudskiego w Sulejówku (jego członkiem był m.in. Aleksander Rybicki).
10 listopada 2008 w dworku „Milusin”, dawnym domu Marszałka w Sulejówku, umowę w sprawie utworzenia Muzeum podpisali: z ramienia Fundacji Rodziny Józefa Piłsudskiego Jadwiga Jaraczewska, córka Marszałka oraz minister kultury i dziedzictwa narodowego Bogdan Zdrojewski. Uzgodniono, że w sąsiedztwie dworku „Milusin” powstanie nowoczesny budynek muzealno-edukacyjny, łączący w sobie funkcje wystawiennicze, edukacyjne i animacyjne.
W 2015 oryginalne przedwojenne meble wróciły do muzeum. Odnaleziono je w ośrodku Ministerstwa Obrony Narodowej w Helenowie.
Kamień węgielny pod budowę muzeum wmurowano w listopadzie 2016, z udziałem prezydenta Andrzeja Dudy oraz ministra kultury i dziedzictwa narodowego Piotra Glińskiego. Budowa zakończyła się w 2020, a muzeum zostało otwarte 14 sierpnia 2020 przez prezydenta Dudę, ministra Glińskiego i przedstawicieli Fundacji Rodziny Józefa Piłsudskiego w przeddzień 100. rocznicy Bitwy Warszawskiej.
11 listopada 2024 roku została otwarta „Bibuła” – Tajna Drukarnia Józefa i Marii Piłsudskich, stanowiąca filię muzeum w Łodzi, przy ul. Wschodniej 19.

## Dyrektorzy
- Krzysztof Jaraczewski (2008–2018)
- Robert Supeł (2018–2021)
- Robert Andrzejczyk (od 2022[9][10]; p.o. od 1 sierpnia 2021)[11]

## Działalność
Wystawa stała prezentuje życie Józefa Piłsudskiego na szerokim tle historyczno-społecznym. Podzielona została na pięć galerii chronologicznych: Ziuk, Wiktor, Komendant, Naczelnik i Marszałek, oraz szóstą galerię – Symbol – odnoszącą się do pamięci o Józefie Piłsudskim, do pozostawionego przez niego dziedzictwa, a także istniejących wokół postaci mitów i symboli.
Kompleks muzealno-edukacyjny Muzeum Józefa Piłsudskiego w Sulejówku składa się z części historycznej oraz budynku muzealno-edukacyjnego. W skład części historycznej weszły: dworek „Milusin” (proj. Kazimierz Skórewicz) – dom rodziny Piłsudskich, zakupiony ze składek żołnierzy polskich dla Marszałka, Drewniak – pierwszy dom Piłsudskich w Sulejówku, zakupiony w 1921 przez Aleksandrę Piłsudską, willa „Bzów”, a także otaczające je tereny zielone. W sąsiedztwie dworku „Milusin” powstał nowoczesny budynek muzealno-edukacyjny, łączący w sobie funkcje wystawiennicze, edukacyjne i animacyjne. Częścią muzeum będzie także dawny ogród. W czasach PRL w dworku „Milusin” mieściło się przedszkole.
Muzeum Józefa Piłsudskiego w Sulejówku jest kontynuatorem Muzeum Józefa Piłsudskiego w Warszawie, istniejącego do 1939 w Belwederze. Część zbiorów muzeum zdeponowana jest w Muzeum Wojska Polskiego w Warszawie i na Zamku Królewskim w Warszawie.
W muzeum również można obejrzeć dwa pejzaże miejskie z Wilna autorstwa Ignacego Pinkasa, obraz Kazimierza Stabrowskiego „Staw w parku” oraz rzeźbę „Szaman” Julii Stabrowskiej.

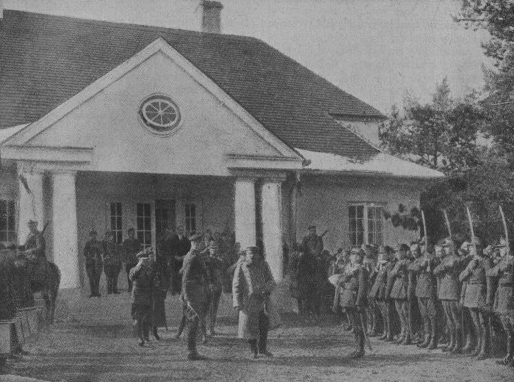
Józef Piłsudski przed dworkiem „Milusin”, 1925
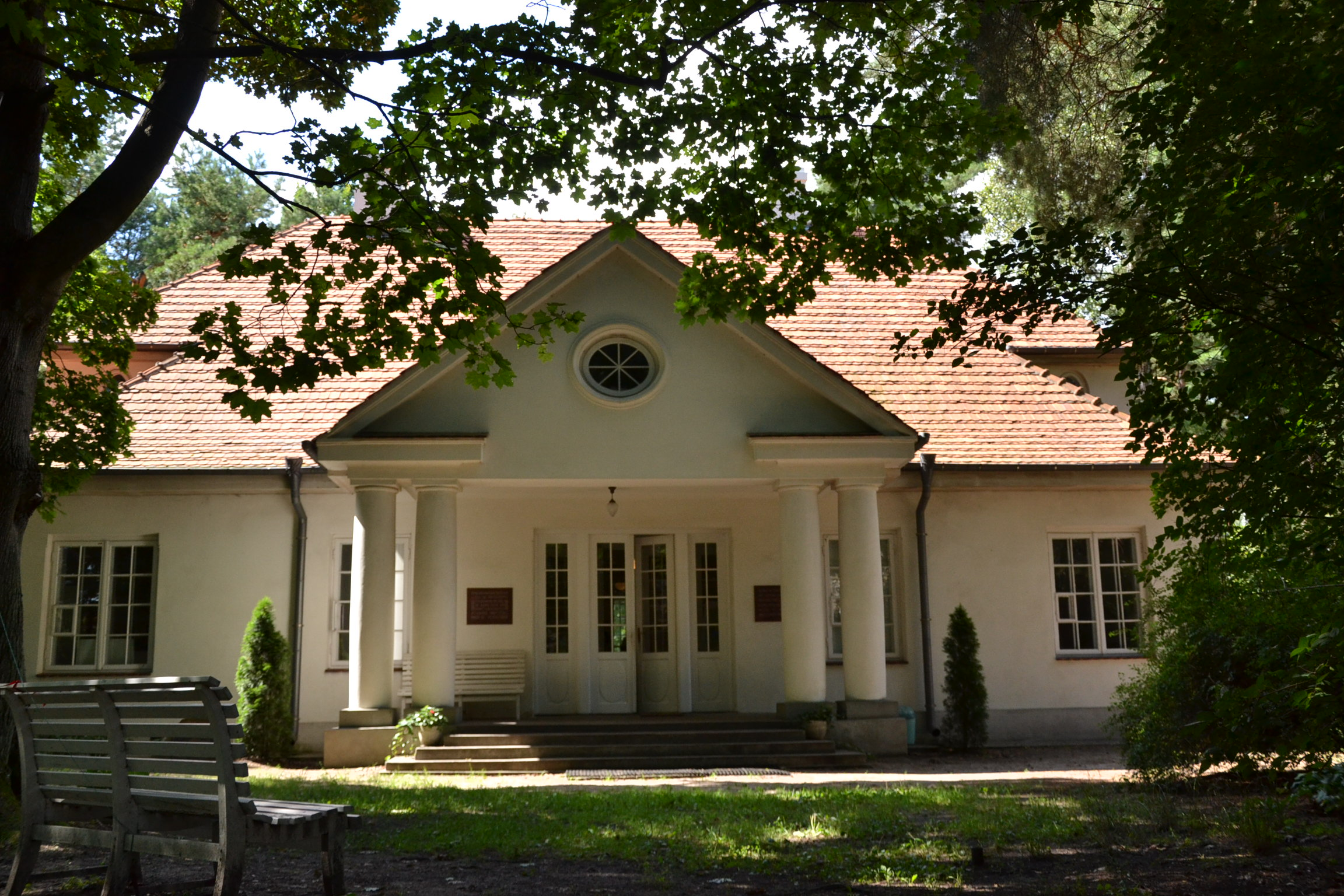
Dworek „Milusin”
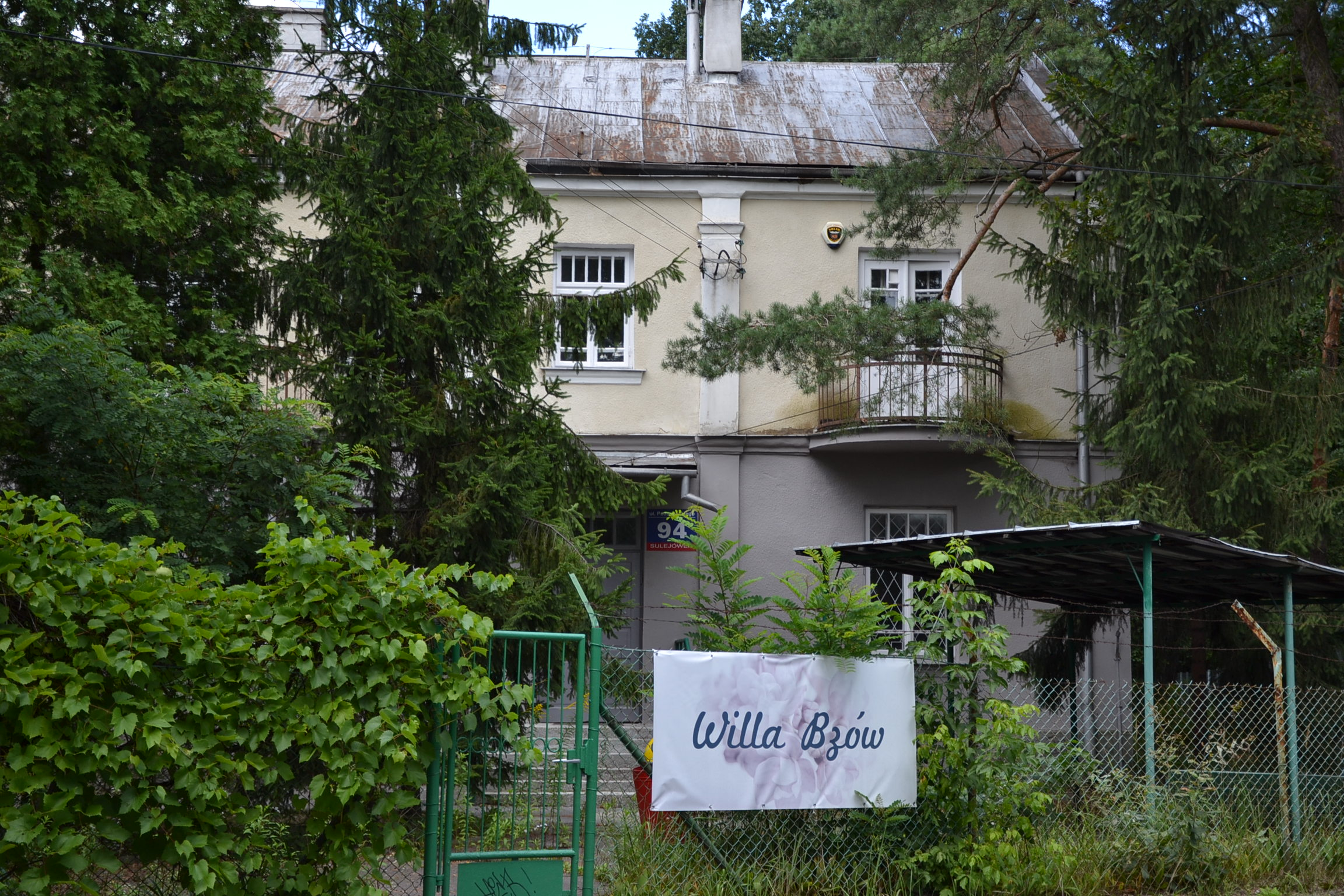
Willa „Bzów”